# Politikåret 1914

## Händelser
- 1 januari - Kolonin och protektoratet Nigeria grundas.[1]

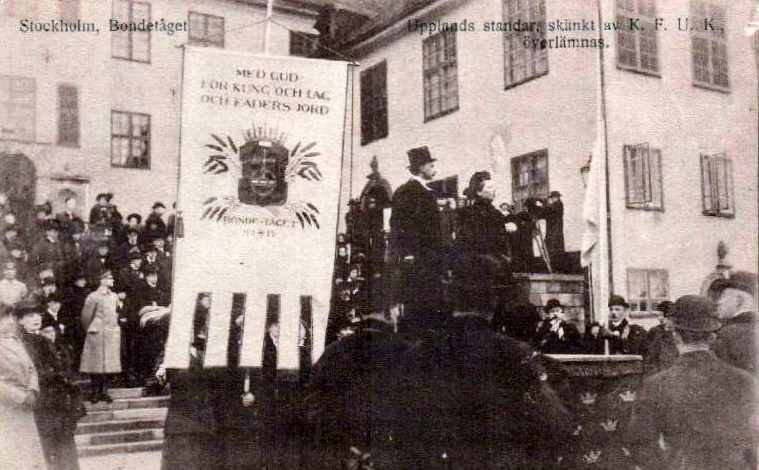
Bondetåget

- 6 februari - 30 000 män från hela Sverige deltar i Bondetåget. Kungen, Gustaf V, håller ett tal till Bondetåget, skrivet av Sven Hedin, på borggården på Stockholms slott om försvarsfrågan. Kungen uttalar sig för ett starkt försvar, helt i strid med regeringens politik, vilket leder till regeringens avgång.
- 8 februari - Ett socialdemokratiskt arbetartåg samlar 50.000 arbetare i protest mot Bondetåget i Sverige.
- 10 februari - Sveriges regering med statsminister Karl Staaff avgår i protest mot svenske kungens tal.
- 17 februari – Hjalmar Hammarskjöld efterträder Karl Staaff som Sveriges statsminister.[2]
- Före 26 februari - Den svenska Nykterhetskommittén under ledning av Ivan Bratt presenterar sitt betänkande. Istället för totalförbud för alkohol innehåller det tre punkter. Det skall inte finnas några privata vinstintressen i alkoholhanteringen, det skall finnas öppen nykterhetsvård och individuell försäljningskontroll. Tillverkning och försäljning skall ske inom ramen för ett statsmonopol, medan försäljningskontrollen genomförs med införandet av motboken.
- 21 mars - Antonio Salandra efterträder Giovanni Giolitti som Italiens konseljpresident.[3]
- 21 april - USA ingriper militärt i Mexikanska revolutionen på general Obregons sida. Den för tillfället sittande presidenten Victoriano Heureto tvingas avgå.
- 28 juni - Genom skotten i Sarajevo mördas ärkehertigen och kronprinsen Franz Ferdinand av Österrike och hans hustru av den serbiske nationalisten Gavrilo Princip vilket blir den utlösande faktorn till första världskriget.
- 6 juli - Tyskland ger Österrike-Ungern bindande löften om stöd i händelse av krig med Ryssland.
- 25 juli - Den franske presidenten Poincaré besöker Stockholm, några få dagar för första världskrigets utbrott.
- 28 juli - Österrike förklarar Serbien krig.
- 30 juli - Ryssland inleder allmän mobilisering. Tyskland kräver i ett ultimatum att ordern skall återkallas.
- 1 augusti
  - Allmän mobilisering i Tyskland och Frankrike. Tyskland förklarar Ryssland krig.
  - Socialdemokraterna i Sverige sluter borgfred med regeringen Hammarskjöld i försvarsfrågan. När nu stormaktskriget har brutit ut börjar man rusta upp det svenska försvaret.
- 2 augusti - Tyskland besätter Luxemburg och begär fri lejd genom Belgien.
- 3 augusti
  - Sverige och Norge förklarar sig neutrala i stormaktskriget. Rysslands Östersjöflotta avbryter då uppdraget att stänga in den svenska flottan i Karlskrona.
  - Det neutrala Belgien avvisar Tysklands begäran varpå Tyskland marscherar in i Belgien. Samma dag förklarar Tyskland Frankrike krig.
- 4 augusti - Storbritannien, som garanterat Belgiens neutralitet, förklarar Tyskland krig.
- 5 augusti - Natten till den femte augusti går Storbritannien in i kriget på de allierades sida.
- 15 augusti - Japan ställer ultimatum att tyska fjärranösternflottan dras tillbaka och att Kiaochow utryms inom en vecka. Samma dag hejdar serbiska trupper det österrikiska fälttåget vid Drina.
- Augusti - Den svenska riksdagen antar en utlänningslag, som möjliggör större kontroll av utländska medborgare, som vistas i Sverige.
- 12 september - Sveriges riksdag antar den svenska regeringens förslag till försvarsreform, vilket innebär en kraftig upprustning av försvaret.
- 15 oktober - Antitrustlagen (införd i USA 1890) förnyas och skärps i USA.
- 5 november – Storbritannien annekterar Cypern.
- November - De svenska Socialdemokraternas kongress beslutar om möjligt deltagande som mindre part i en koalitionsregering.
- 18-19 december - Trekonungamötet i Malmö i Sverige äger rum. På Sveriges kung Gustaf V:s initiativ möts Sveriges, Norges och Danmarks konungar. Detta möte blir av stor betydelse för skyddandet av de tre ländernas neutralitet och gemensamma intressen under första världskriget.

## Val och folkomröstningar
- 27 mars - Extravalen till Andra kammaren i Sverige medför en stark ökning för högern och de frisinnade försvarsvännerna.
- 25 september - Valen till Andra kammaren i Sverige medför att liberalerna går tillbaka, högern och socialdemokraterna framåt. Liberalerna och socialdemokraterna meddelar, att de ställer upp på neutralitetspolitiken.

## Organisationshändelser
- 2 juli – Nationalistpartiet bildas i Sydafrika.

## Födda
- 5 januari – Brunó Straub, Ungerns president 1988–1989.
- 21 mars – Hernán Siles Zuazo, Bolivias president 1956–1960 och 1982–1985.
- 25 april – Marcos Pérez Jiménez, Venezuelas president 1952–1958.
- 1 juli – Ahmad Hasan al-Bakr, Iraks president 1968–1979.
- 14 augusti – Poul Hartling, Danmarks statsminister 1973–1975.
- 15 september – Jens Otto Krag, Danmarks statsminister 1962–1968 och 1971–1972.
- 4 november – Carlos Castillo Armas, Guatemalas president 1954–1957.
- Okänt datum – Daniel Fignolé, Haitis president maj–juni 1957.
- Okänt datum – Tito Okello, Ugandas president 1985–1986.

## Avlidna
- 9 augusti – Roque Sáenz Peña, Argentinas president 1910–1914.

### Fotnoter
1. ↑  ”Nigeria” (på engelska). World Statesmen. http://www.worldstatesmen.org/Nigeria.htm. Läst 7 november 2012.
2. ↑  ”Sweden” (på engelska). World Statesmen. http://www.worldstatesmen.org/Sweden.html. Läst 2 augusti 2015.
3. ↑  ”Italy” (på engelska). World Statesmen. http://www.worldstatesmen.org/Italy.htm. Läst 31 juli 2015.